# Van Antwerp Building
El Van Antwerp Building es un edificio en la ciudad estadounidense de Mobile, Alabama (Estados Unidos). Tiene 11 pisos y mide 37 metos. Cuando fue inaugurado en 1908 se convirtió en el primer rascacielos de la ciudad también en primero de hormigón armado en el sureste de los Estados Unidos. En la actualidad es el 12° edificio más alto de Mobile.

## Historia
El edificio, un ejemplo de arquitectura Beaux-Arts con elementos historicistas, fue diseñado por el arquitecto George Bigelow Rogers para Garet Van Antwerp, un rico boticario de Mobile. La torre fue construida para albergar su farmacia, con otras oficinas en los pisos superiores. Permaneció en funcionamiento en la planta baja del edificio hasta la década de 1960.
Fue comprado por Retirement Systems of Alabama en 2013. Estaba desocupado excepto por un restaurante en el primer piso y se estaba deteriorando y en mal estado. Fue restaurado y ampliado desde 2014 hasta 2016, incluido el exterior de terracota, reinstalación de la cornisa decorativa (eliminada en la década de 1950), nuevas ventanas, reparaciones estructurales y renovación histórica del primer piso.